# Жозе Макая
Жозе Макая (порт. José Macaia, нар. 24 березня 1994) — ангольський футболіст, півзахисник клубу «Примейру де Агошту» і національної збірної Анголи.

## Клубна кар'єра
У дорослому футболі дебютував 2014 року виступами за команду «Спортінг» (Кабінда), в якій протягом двох сезонів взяв участь у 22 матчах чемпіонату.
Сезон 2016 року провів у «Бенфіці» (Луанда), після чого отримав запрошення приєднатися до лав діючого чемпіона країни, клубу «Примейру де Агошту». Протягом 2017—2019 років допомагав команді тричі захищати титул чемпіона Анголи.

## Виступи за збірну
2018 року дебютував в офіційних матчах у складі національної збірної Анголи.
У складі збірної був учасником Кубка африканських націй 2019 року в Єгипті, де виходив на поле в одній грі групового етапу, який його команді подолати не вдалося.